# Castel Frentano
Castel Frentano är en ort och kommun i provinsen Chieti i regionen Abruzzo i Italien. Kommunen hade 4 370 invånare (2018).